# South Park (15.ª temporada)
A décima quinta temporada série de desenho animado estadunidense South Park estreou no canal Comedy Central em 27 de abril de 2011 e terminou em 16 de novembro de 2011. Em resposta a reações ao episódio final da primeira parte "You're Getting Old", que parecia insinuar que os criadores Trey Parker e Matt Stone estaria encerrando a série, Comedy Central proclamou através da mídia que South Park foi renovada para mais duas temporadas, e do duo foram assinados até 2013. Pouco antes da exibição do episódio final da temporada "The Poor Kid", South Park foi prorrogado novamente até 2016, levando o show para 20 temporadas. Parker foi o diretor e escritor para todos os episódios, e Robert Lopez foi o escritor no décimo primeiro episódio desta temporada.